# SLM HG 4/4
Die Dampflokomotiven des Typs HG 4/4 wurden ab 1924 in neun Exemplaren durch die französische Kolonialverwaltung für den Einsatz auf der Zahnradbahn von Song Pha nach Đà Lạt in Französisch-Indochina (heute Vietnam) beschafft. Die von der Schweizerischen Lokomotiv- und Maschinenfabrik Winterthur (SLM) gebauten Zahnradlokomotiven wurden unmittelbar nach Frankreich und weiter nach Asien verbracht und blieben dort bis zur kriegsbedingten Aufgabe der Strecke in den 1970er Jahren. Zwei Maschinen, die 1990 in die Schweiz zurückgeführt wurden, sind bei der Dampfbahn Furka-Bergstrecke (DFB) erhalten und wurden bis 2018 bzw. bis 2023 betriebsfähig aufgearbeitet.

## Konstruktion

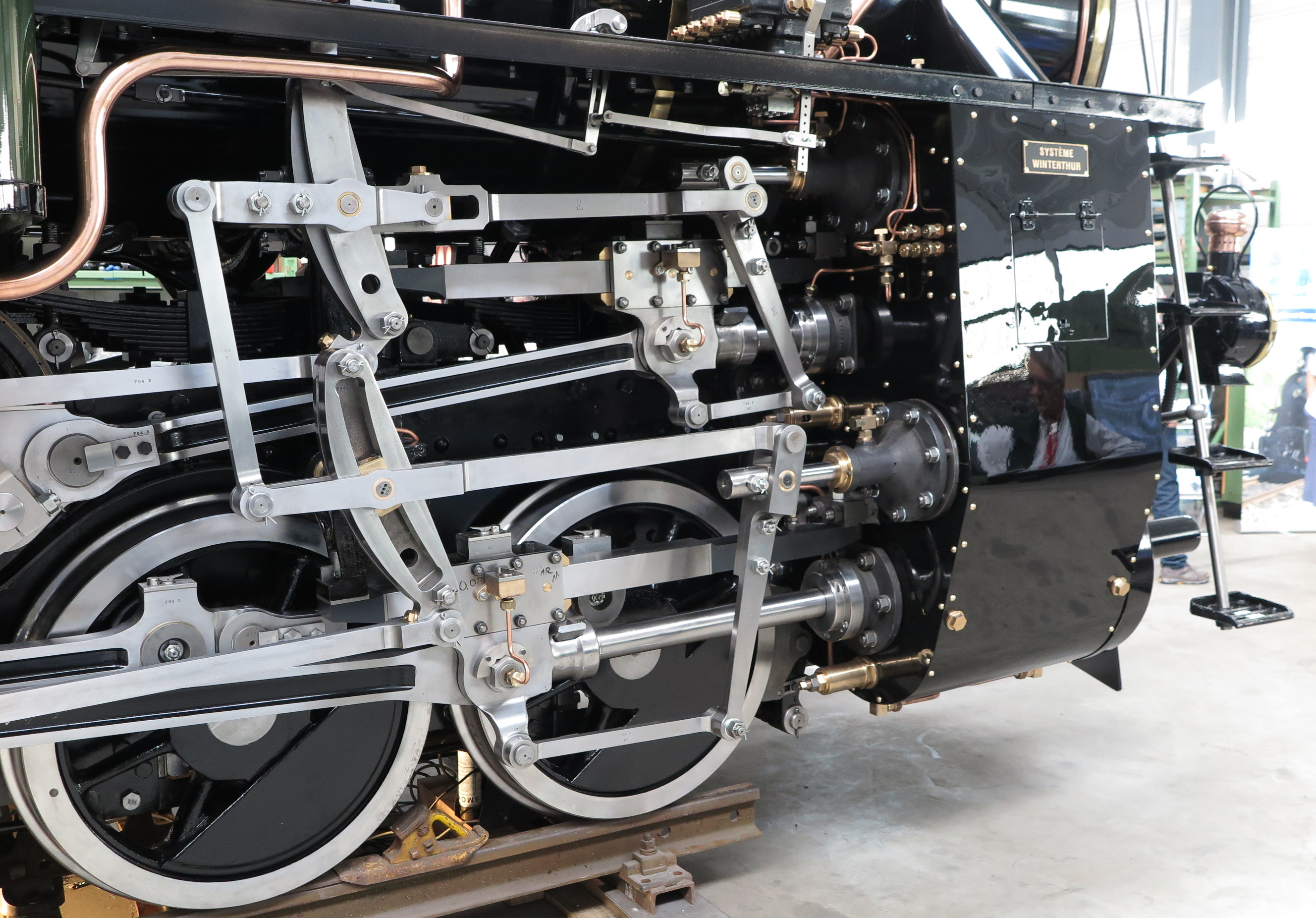
Antrieb der Lok 704 (Hochdruckzylinder des Adhäsionsantriebes unten, Niederdruckzylinder des Zahnradantriebes oben)

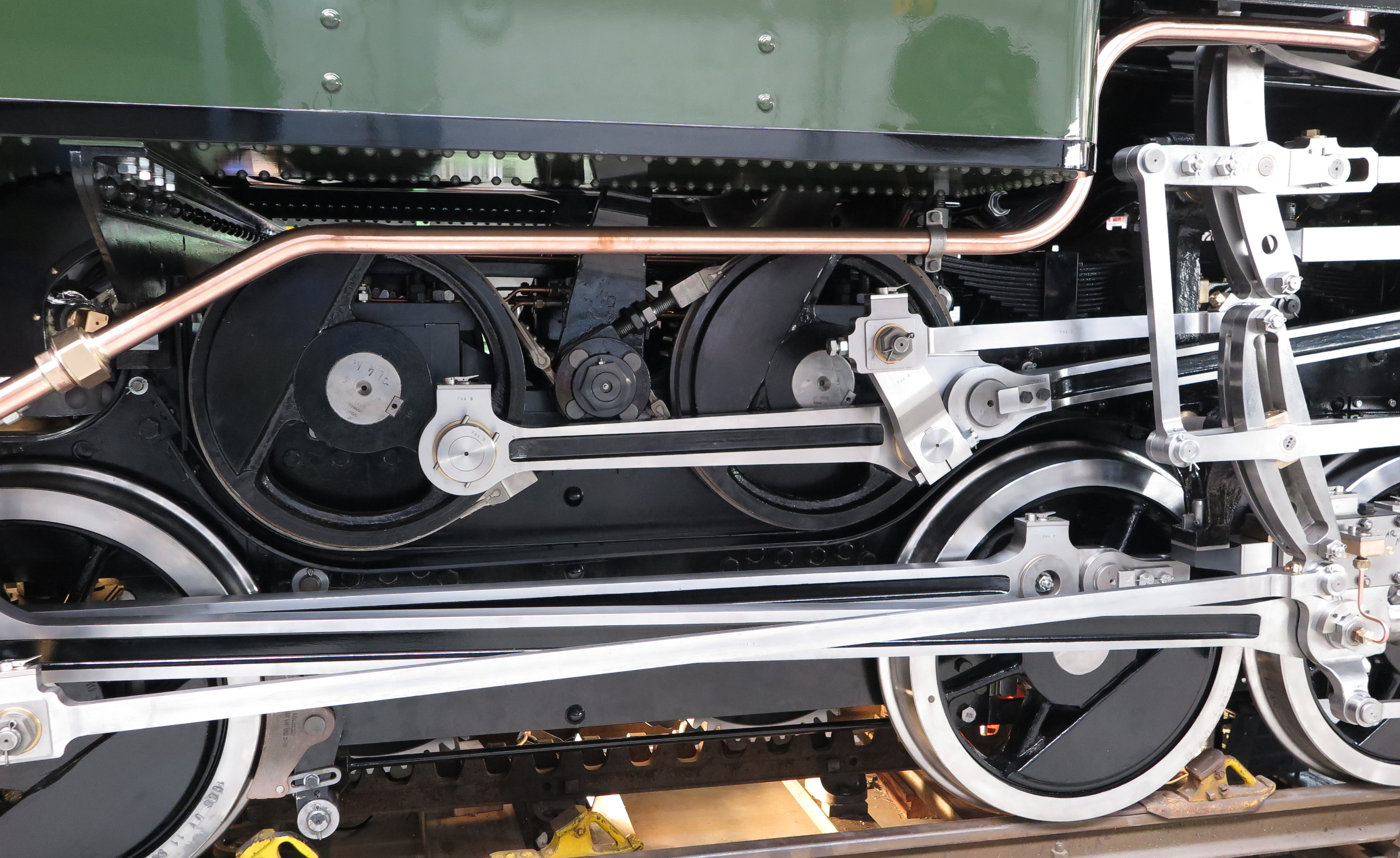
Vorgelegewellen der Lok 704 mit den deutlich sichtbaren Bandbremsen

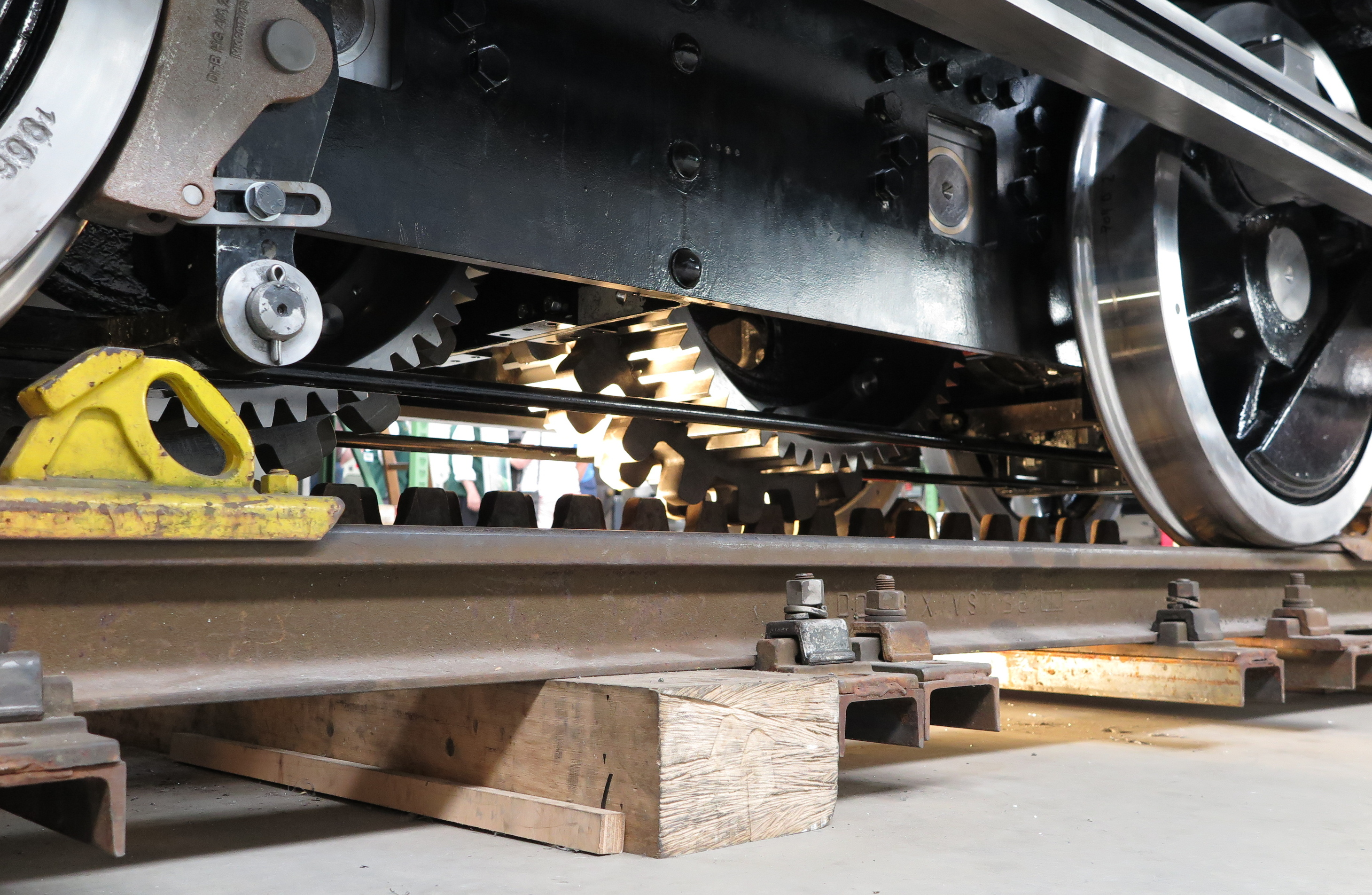
Das zwischen der zweiten und dritten Achse gelagerte Zahnradtriebwerk, gut sichtbar die seitlichen Vorgelege-Zahnräder

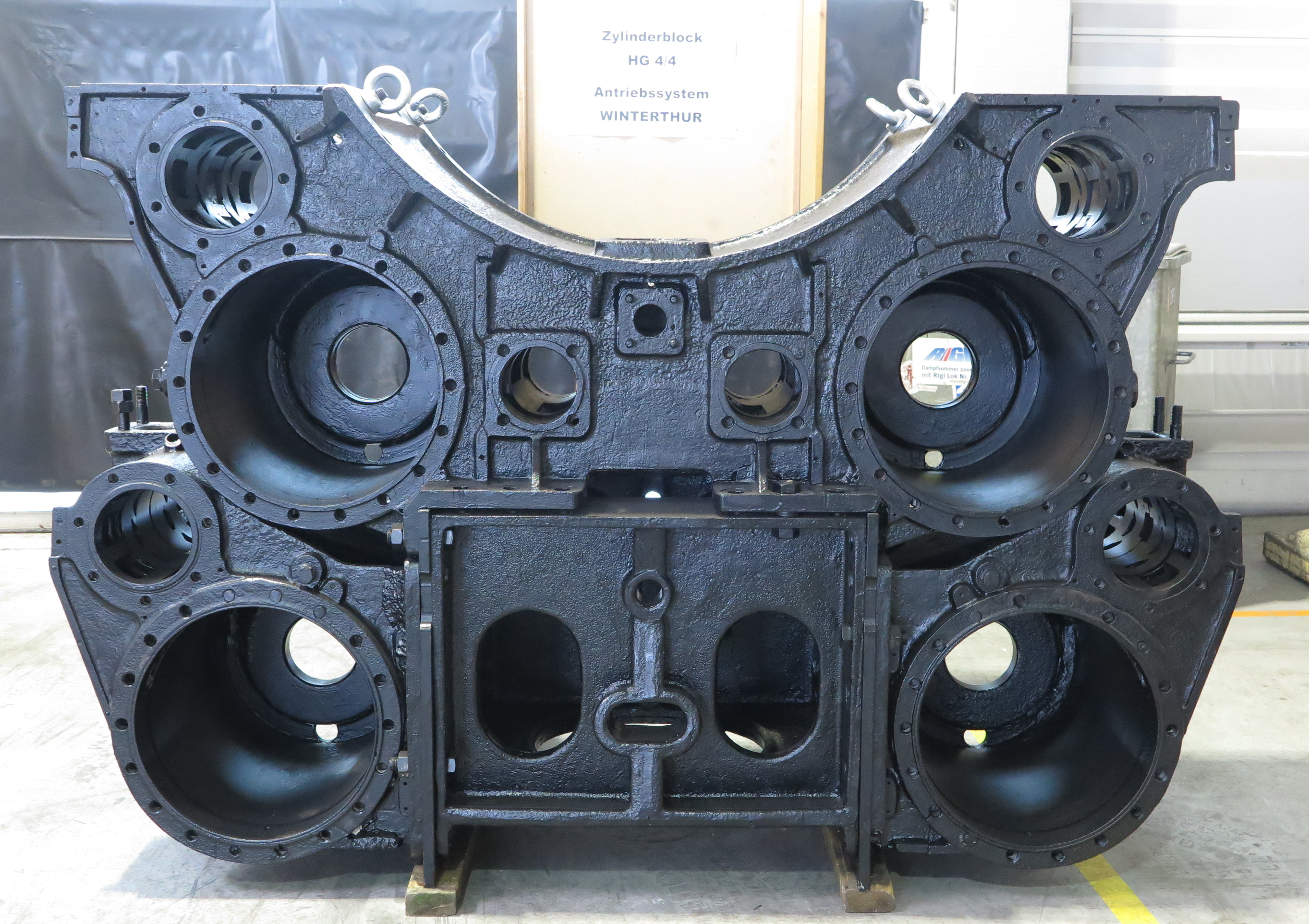
Mittig der Niederdruckzylinderblock mit dem Rauchkammersattel und den beiden Umschaltschiebern für Verbundwirkung oder Einfachexpansion, seitlich die beiden Hochdruckzylinderblöcke des Adhäsionsantriebs

Zur Zeit der Konstruktion der Lokomotiven konnte die SLM bereits auf eine umfassende Erfahrung im Bau von Zahnradlokomotiven zurückgreifen. Als Grundlage für die HG 4/4 dienten die 1914 in sechs und 1920 in weiteren vier Exemplaren an die Nilgiri-Bahn in Indien gelieferten HG 4/5-Zahnradlokomotiven (dort als „X Class“ bezeichnet) mit dem Antriebssystem Winterthur. Die geforderte Leistung wurde dabei trotz etwas kleinerem Kessel deutlich erhöht – dazu wurden die Zylinderdurchmesser um 5 mm erweitert, der Hub der Adhäsionszylinder verlängert und der Durchmesser der Treibräder vergrössert.
Die Konstruktion ohne Laufachsen ermöglichte es, die Gesamtmasse des Fahrzeugs als Reibungsgewicht zu nutzen. Als maximal befahrbare Steigung wurden 120 ‰ vorgesehen, die höchstzulässige Anhängelast durfte dabei auf den Zahnradabschnitten 65 Tonnen betragen. Für die Strecke in Vietnam bestand die Anforderung, diese Last mit etwa 11 km/h zu befördern – dazu ist eine Leistung von etwa 650 PS notwendig. Auf der Furka-Bergstrecke werden 70 t auf 110 ‰ mit ebenfalls ca. 11 km/h befördert, die notwendige Leistung liegt hierbei im Bereich von 620 PS.
Die Lokomotiven verfügen über vier in einem Innenrahmen gelagerte Kuppelachsen, der Adhäsionsantrieb erfolgt dabei auf die dritte Achse. Die erste und vierte Kuppelachse sind seitenverschiebbar, um die Kurvengängigkeit zu verbessern. Der genietete Rahmen ist in Blechbauweise gefertigt und die Federung der Achsen erfolgt über mit Ausgleichshebeln verbundene Blattfederpakete.
Bei den früher von der SLM gebauten Lokomotiven der Bauart Abt wie den HG 2/3 der VZ sowie HG 3/4 der BFD waren die Antriebszahnräder noch in einem eigenen Zahnradrahmen gelagert, der sich seinerseits auf zwei Kuppelachsen abstützte. Im Gegensatz dazu ist beim 1904 erstmalig gebauten System Winterthur das Zahnradtriebwerk vollständig im Rahmen gelagert und damit ein Teil der gefederten Masse. Um die Abnützung der Bandagen auszugleichen, lässt es sich in der Höhe entsprechend nachstellen, da die Zahneingriffstiefe nur in engen Grenzen schwanken darf. Bei dieser Bauweise liegt der überwiegende Teil der Triebwerke gut zugänglich auf der Aussenseite der Lokomotive, und es sind keine innen liegenden Zylinder samt schlecht zugänglichem Innentriebwerk wie bei der Bauart Abt erforderlich.
Die Hochdruckzylinder bilden gemeinsam mit ihrem Schiebergehäuse je ein einzelnes Gussstück, während die beiden Niederdruckzylinder und ihre Schiebergehäuse zu einem grossen gemeinsamen Gussstück zusammengefasst sind. Der gesamte Zylinderblock besteht so aus drei Teilen, die mit dem lokal verstärkten Rahmen verschraubt sind. Alle Zylinder sind mit Kolbenschiebern ausgestattet. Die Triebwerke verfügen über eine gemeinsam betätigte Heusinger-Steuerung, beim Adhäsionstriebwerk mit innerer Einströmung und beim Zahnradtriebwerk mit äusserer Einströmung, wodurch die gegensinnige Drehrichtung gesteuert wird.
Die insgesamt vier Zylinder arbeiten im Zahnradbetrieb in Verbundwirkung, wobei die untenliegenden Adhäsionszylinder als Hochdruck- und die darüber angebrachten Zylinder des Zahnradtriebwerks als Niederdruckzylinder vorgesehen sind. Das Zahnradtriebwerk besteht aus zwei gekuppelten Vorgelegewellen, die oberhalb der Triebzahnradwellen eingebaut sind und diese über beidseitige Zahnräder mit einer Untersetzung von 60:29 antreiben. Durch diese Konstruktion mit einem Getriebe können Hoch- und Niederdruckzylinder den gleichen Durchmesser und ähnliche Hübe aufweisen und sind trotzdem auf das unterschiedliche Dampfvolumen abgestimmt. Die einstufige Untersetzung bewirkt dabei, dass das Zahnradtriebwerk mit etwas mehr als der doppelten Drehzahl und in umgekehrter Richtung wie das Adhäsionstriebwerk umlaufen muss.
Im reinen Adhäsionsbetrieb arbeitet nur das Adhäsionstriebwerk mit einstufiger Dampfdehnung. Zum Vorwärmen der Zahnradzylinder bzw. zum Ein- oder Anfahren in Zahnstangenstrecken kann über einen Hilfsregulator das Zahnradtriebwerk separat mit Dampf versorgt werden. Erst nach vollständiger Einfahrt in die Zahnstange erfolgt der Wechsel auf Verbundbetrieb, wozu im Niederdruckzylinderblock entsprechende Drehschieber eingebaut sind.
Im Bremsbetrieb wird das Blasrohr verschlossen und stattdessen das Ansaugen von sauberer Frischluft für die Gegendruckbremse ermöglicht. Für diese verschleissarme Bremse wird heisses Wasser in die angesaugte Luft eingespritzt, um die Wärme der Kompression aufzunehmen – bei entgegen der Fahrtrichtung ausgelegter Steuerung. Auf der Rauchkammer sitzen in einem gemeinsamen Gehäuse zwei Drosselventile, mit denen die Bremsleistung separat für Adhäsion und Zahnrad reguliert werden kann. Die Abluft wird in den doppelwandigen Schornstein geführt und entweicht oben durch mehrere Öffnungen.
Die Lokomotive verfügt über insgesamt fünf Bremsen, deren Konstruktion dem Originalzustand der 1920er Jahre entspricht. Zum Halten der Geschwindigkeit bei Gefällefahrt wird hauptsächlich die Gegendruckbremse genutzt. Die beiden mit Handspindeln bedienten Rillenbandbremsen wirken auf die Vorgelegewellen des Zahnradantriebes und dienen nur zum Anhalten oder in Notfällen. Die Klotzbremse wirkt einseitig von vorn auf den ersten, dritten und vierten Kuppelradsatz und wird durch zwei Vakuum-Bremszylinder unterhalb des Führerhauses bzw. eine weitere Handspindelbremse betätigt. Für den Zug steht eine Vakuumbremse zur Verfügung.
Der Kessel weist ein Volumen von 2,85 m³ auf und verfügt über 104 Siede- sowie 18 Rauchrohre, die totale Heizfläche inklusive Überhitzer beträgt 92 m² (feuerberührt). Der Wasservorrat wird in beidseitigen Wasserkästen mitgeführt und die Kesselspeisung erfolgt durch zwei nicht-saugende Friedmann-Injektoren.
Hilfseinrichtungen sind mehrere Schmierpressen für die Kolben, Schieber, Stopfbuchsen und den Zahnradantrieb sowie ein original nicht vorhandener Dampfgenerator für die elektrischen Anlagen. Eine Nachrüstung von Sicherheitseinrichtungen erfolgte wie in dieser Umgebung üblich nicht, die Sicherheit im Betrieb wird durch den Betrieb mit zwei Personen gewährleistet.
Die Maschinen wurden mit Mittelpuffern und darunterliegenden Schraubenkupplungen nach französischen Normen geliefert. Diese Kupplungen wurden für den Betrieb in der Schweiz durch Ausgleichskupplungen nach RhB-Normen ersetzt.

## Geschichte

### Einsatz in Indochina

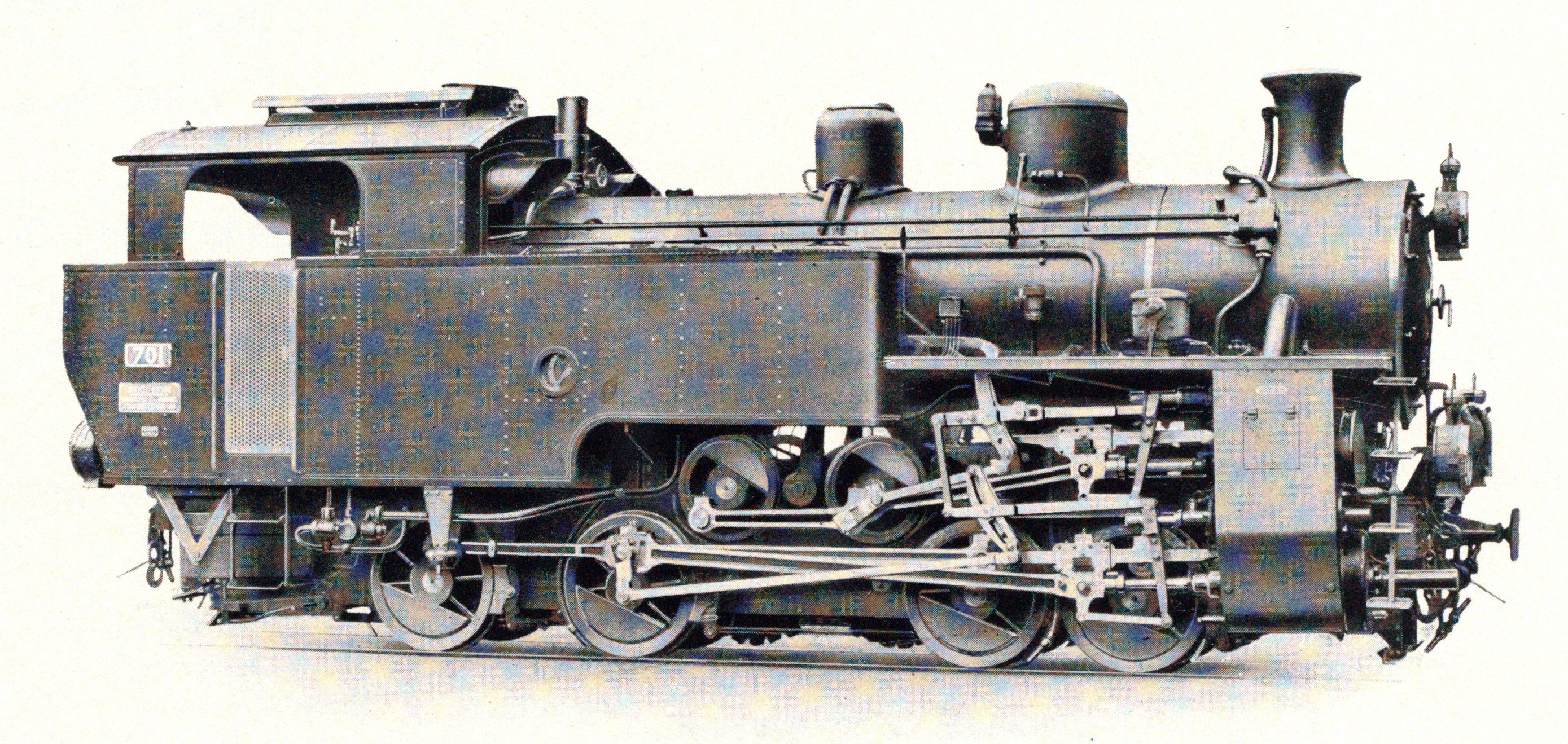
Katalogillustration einer HG 4/4 aus den 1920er Jahren (SLM)

Die ersten fünf Lokomotiven (Nr. 701–705, Fabrik Nr. 2937 – 2941) wurden 1924 über Frankreich an die damalige Bahngesellschaft Compagnie Génerale de Colonies Paris nach Indochina geliefert. 1929 baute die Maschinenfabrik Esslingen weitere zwei Lokomotiven (Nr. 706 / 707, Fabrik Nr. 4227 / 4228) nach den Plänen der SLM und lieferte sie im Rahmen von Reparationsforderungen ebenfalls an Frankreich. Die letzten beiden Lokomotiven (Nr. 708 / 709 Fabrik Nr. 3413 / 3414) lieferte wiederum die SLM. In Indochina waren die Maschinen auf der Strecke Song Pha (früher Krong Pha) – Đà Lạt im Einsatz.
Im Verlauf des Zweiten Japanisch-Chinesischen Krieges gingen vier Maschinen verloren oder wurden zerstört. 1947 erhielten die noch vorhandenen Lokomotiven von der Südvietnamesischen Staatsbahn die neuen Nummern VHX 40 302, 303, 304, 306 und 308. Die fehlenden Triebfahrzeuge wurden durch die 1947 beschafften, von der Furka-Oberalp-Bahn ausgemusterten HG 3/4 ersetzt.
Der Vietnamkrieg führte mehrfach erneut zu Zerstörungen sowohl von Fahrzeugen als auch der Bahnanlagen. Schlussendlich überlebten drei HG 4/4 in mehr oder weniger betriebsfähigen Zustand, nämlich die Lokomotiven 304 und 308. 1975 fanden die letzten Fahrten statt. Die beiden SLM-Lokomotiven 304 und 308 wurden im Depot Đà Lạt abgestellt. Als man diese Lok 1990 auf einen möglichen Rücktransport untersuchte, fehlten viele Teile des Triebwerks und Aufbaus sowie fast alle Armaturen.

### Rückführung und Revision

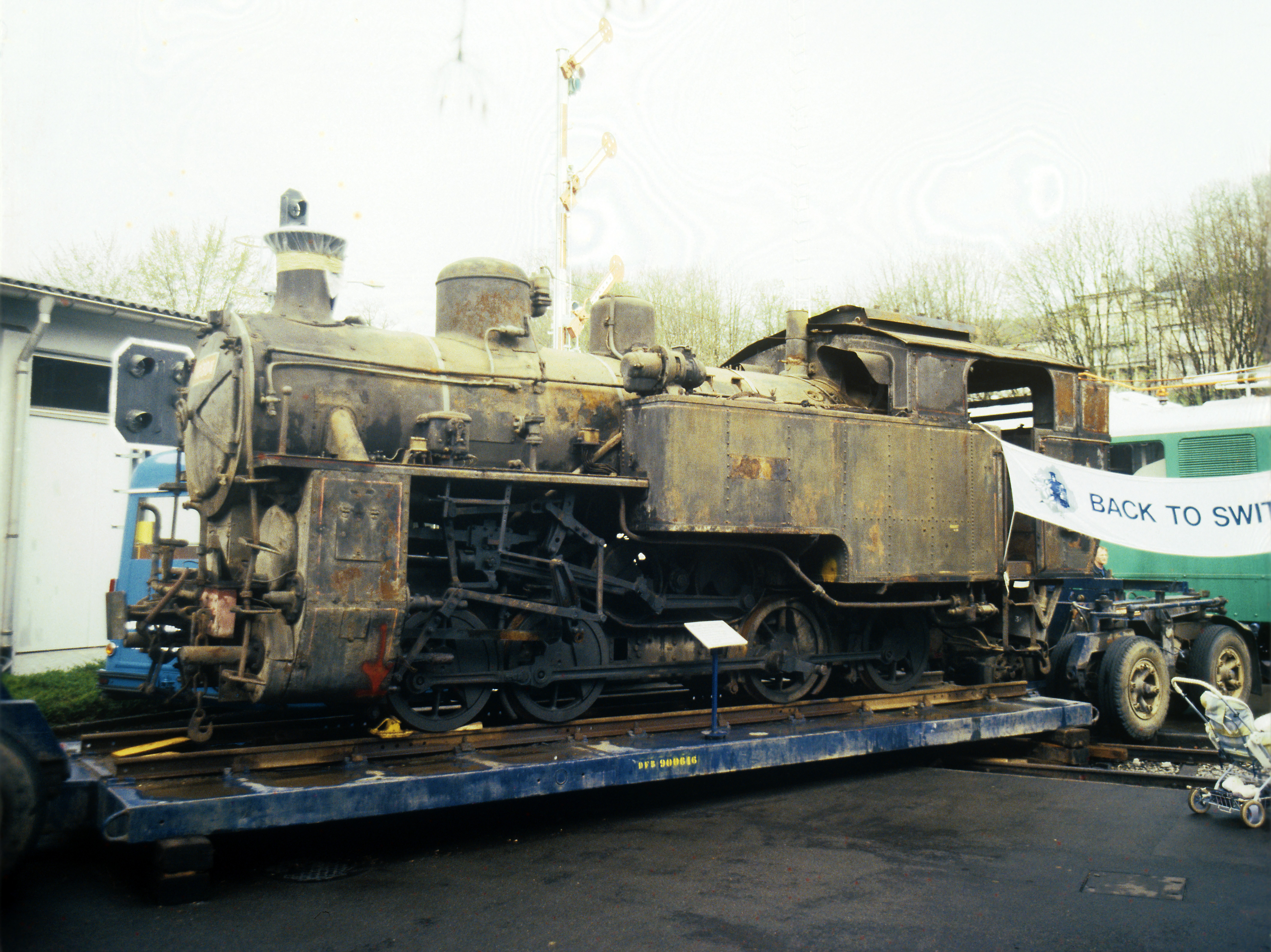
Die zurückgeholte 704 in Luzern (1991)

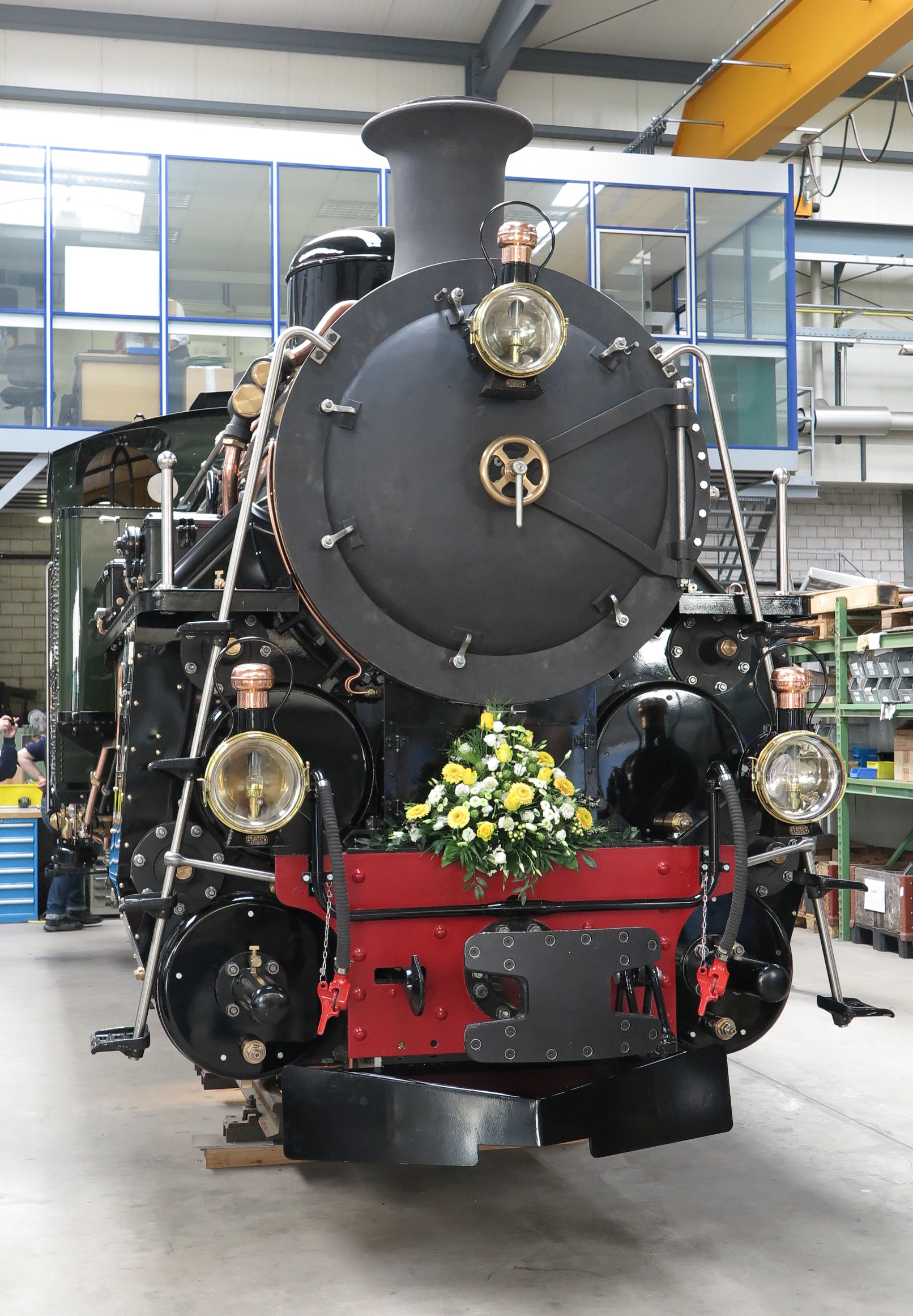
Frontansicht der Lok 704 beim feierlichen Rollout in Uzwil am 16. Juni 2018

Im Rahmen der Reaktivierung der Furka-Bergstrecke wurden 1990 neben vier HG 3/4 auch die beiden HG 4/4 Nr. 40 304, resp. 704 und 40 308, resp. 708, in der aufwändigen Aktion „Back to Switzerland“ durch die DFB in die Schweiz zurückgeführt. Der Rahmen mit Radsätzen, Zahnradantrieb und den Zylinderblöcken kam erst 1998 über den Hafen von Haiphong in die Schweiz.
Seit 2006 wurden die beiden Lokomotiven 704 und 708 durch Fachleute in der DFB-Werkstätte Chur weitgehend originalgetreu wieder aufgebaut. Dabei stellte man fest, dass mit Ausnahme der Radsätze nur sehr wenige Teile von anderen Lokomotiven stammten. Auch die Kessel wurden nicht getauscht, die Nummerierungen entsprachen den im SLM-Archiv in Winterthur gefundenen Aufzeichnungen. Die Lokomotiven hatten in den letzten Betriebsjahren stark gelitten. Infolge des Vietnamkrieges wurden die Unterhaltsarbeiten in Đà Lạt ausgeführt, obwohl die Infrastruktur für grössere Arbeiten dort nicht vorhanden war. So waren viele Teile weit über die Grenzmasse abgenützt. Die Lokomotivrahmen waren durch den mangelhaften Unterhalt so stark verschlissen, dass sie entgegen der anfänglichen Absicht nicht mehr mit vernünftigem Aufwand aufgearbeitet werden konnten. Sie mussten unter Verwendung noch brauchbarer Teile neu aufgebaut werden, was mit grosszügiger Unterstützung durch Fremdfirmen gelang. Ende 2011 konnten die beiden Rahmen vom Montageplatz in Winterthur in die Werkstätte Chur überführt werden.
Somit war nun das „Fundament“ vorhanden, um mit dem Aufbau der Lokomotiven beginnen zu können. Dabei wurde nur noch dort parallel gearbeitet, wo es zweckmässig war, im Übrigen aber die Lok 704 vorgezogen. Zuerst wurden die Zylinderblöcke (Dampfmaschine) und die für den Betrieb auf der Furka-Bergstrecke erforderlichen neuen Zug- und Stossvorrichtungen (Norm MGB / RhB) eingebaut, danach konnten die Nietarbeiten am Rahmen abgeschlossen werden. Obwohl die Lok 706 als Ersatzteilspender zur Verfügung stand, musste für die Lok 704 der linke Hochdruckzylinder sowie die Zylinder- und Schieberkastendeckel neu gegossen werden. Die nötigen neuen Konstruktionspläne wurden anhand der Originalzeichnungen durch freiwillige DFB-Mitarbeiter mit CAD erstellt.
Gleichzeitig wurden die aufwändigen Reparatur- und Revisionsarbeiten am Kessel der Lok 704 aufgenommen. Auf Grund der besseren Erfahrungen mit den alten genieteten Kesseln im Vergleich mit nachgebauten Schweisskonstruktionen im Betrieb an der Furka wurde entschieden, die alten Kessel zu erhalten. Am Stehkessel mussten dazu mehrere Teile ersetzt werden und in der 2013 neu bezogenen Werkstatt in Uzwil wurde auch eine komplett neue Kupferfeuerbüchse hergestellt. Auch die Rauchkammer inkl. Rauchkammer-Rohrwand musste neu angefertigt werden. Im Weiteren wurden neue Dampfsammelkästen für den Überhitzer und neue Gegendruckbremsgehäuse gegossen. Die Kesselschmiedearbeiten wurden durch DFB-Personal in der eigenen Werkstätte ausgeführt und auch die Armaturen wurden dort revidiert oder neu angefertigt.
Die Furka-Bergstrecke weist kleinere Bogenradien als die Strecke in Vietnam auf. Damit die Lokomotiven die etwas engeren Bögen bei der DFB problemlos befahren können, waren einige kleinere Anpassungen sowohl fahrzeug- als auch gleisseitig erforderlich. Lokseitig wurde untersucht, das Seitenspiel der ersten und vierten Kuppelachse zu vergrössern, was sich aber nicht ausreichend umsetzen liess. Oberbauseitig waren an einigen Weichenverbindungen in Realp und in Gletsch Anpassungen erforderlich. Bei einigen weiteren Weichen wurden zudem die Radlenker leicht korrigiert. Diese Arbeiten wurden parallel zur Arbeit an den Lokomotiven im Rahmen des laufenden Bau- und Unterhaltsprogrammes ausgeführt.
Bei der Aufarbeitung wurden viele Teile nach alten Verfahren gefertigt oder montiert, auch wenn modernere Verfahren zur Verfügung gestanden hätten. Insbesondere sind die Rahmen und Kessel authentisch genietet und nicht geschweisst. Dabei zeigte es sich, dass es zunehmend schwieriger wird, Unternehmen oder Personen zu finden, die solche Arbeiten noch ausführen können oder über entsprechende Einrichtungen verfügen.
Im Frühsommer 2018 konnte die Lok 704 fertiggestellt und in einem „Rollout“ am 16./17. Juni 2018 in Uzwil der Öffentlichkeit präsentiert werden. Zu diesem Zeitpunkt waren etwa 48 000 Mannstunden Arbeit an den beiden Lokomotiven aufgelaufen. In den Folgejahren wurde die zweite Lok 708 in ähnlicher Weise fertig gestellt und das fast fertige Fahrzeug auf einem Publikumsanlass am 10./11. Juni 2023 feierlich der Öffentlichkeit vorgestellt.

### Einsatz auf der Furka-Bergstrecke

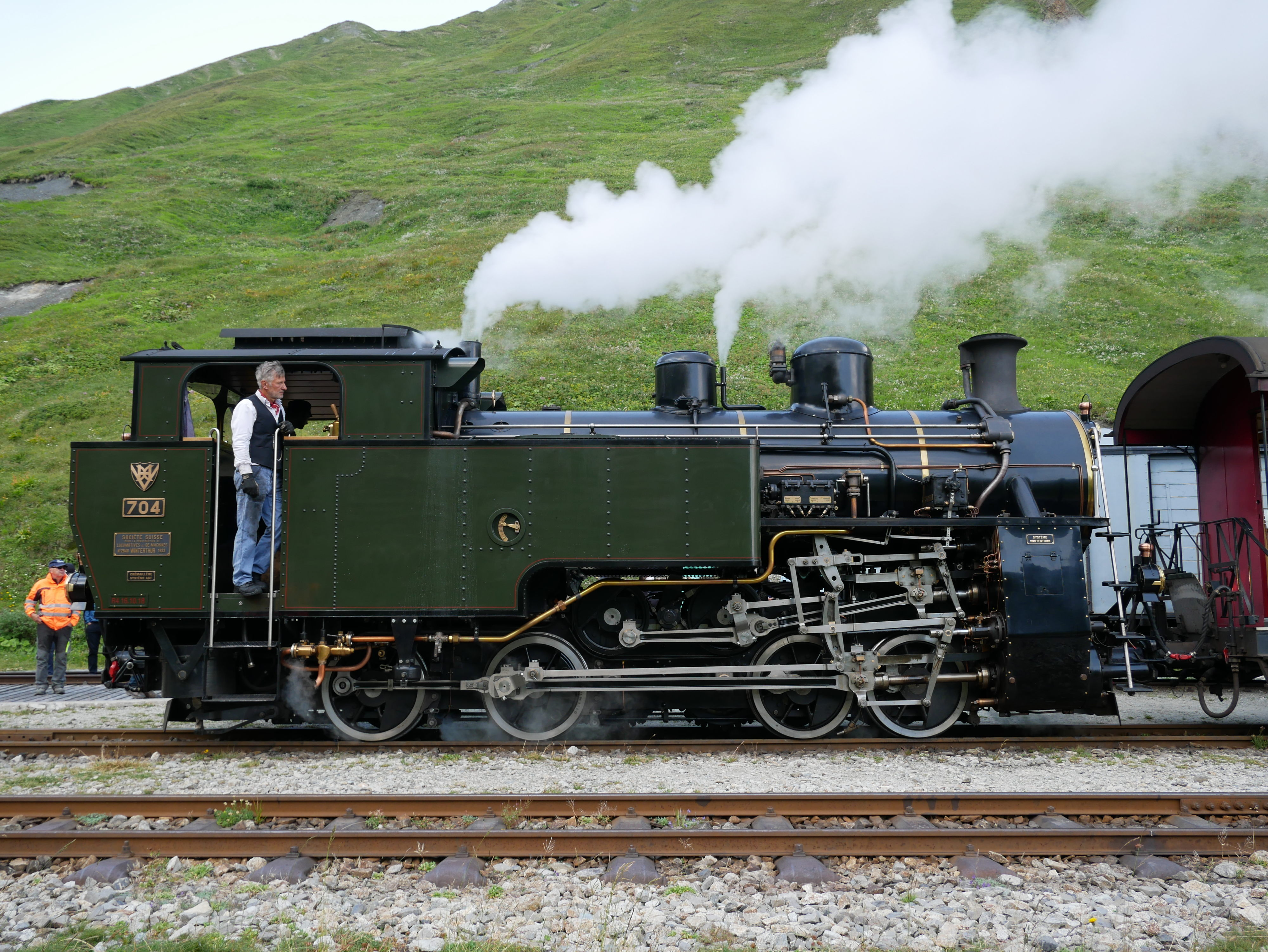
DFB 704 im Bahnhof Furka

Im Unterschied zu allen anderen Lokomotiven der DFB waren die HG 4/4 nie in der Schweiz im Einsatz. Für den Betrieb dieser Lokomotiven auf dem Netz der DFB war daher eine Erstzulassung erforderlich, was neben den üblichen Kesselnachweisen die Erstellung von umfangreichen Berechnungen und Sicherheitsnachweisen – beispielsweise zur Sicherheit gegen Entgleisung im Zahnstangenbetrieb und dem Verhalten der verschiedenen Bremssysteme – zur Folge hatte. Die erste Betriebszulassung war daher nur eine provisorische und erlaubte Probefahrten, aber noch nicht die Beförderung von Personenzügen.
Die fertige Lok 704 wurde im Sommer 2018 ein Wochenende im Verkehrshaus ausgestellt und dann nach Realp verbracht. In der dortigen, vollständig ausgerüsteten Werkstatt wurden die letzten Teile und Armaturen montiert, die man für den Transport teils noch weggelassen hatte. Neben der Verifikation der korrekten Radlasten wurde vor allem die Steuerung vermessen und genau eingestellt. Mitte Juli 2018 wurde die Lok das erste Mal angeheizt. Nachdem letzte Undichtigkeiten beseitigt worden waren, konnten die ersten Probefahrten gemacht und bald auch mit Last die Zahnradstrecke befahren werden. Die Fahrten wurden nach und nach auf die gesamte Bergstrecke ausgedehnt und bis Oktober 2018 fortgesetzt. Nach Abschluss dieser Fahrten wurde die Lok einer gründlichen Kontrolle unterzogen und insbesondere alle entsprechenden Teile des Triebwerks auf überhöhten Verschleiss untersucht. Kurz vor Weihnachten wurde die unbefristete Betriebsbewilligung erteilt. Die ersten Fahrten mit Personenzügen fanden Ende Juni 2019 statt.
Lok 708 wurde Ende September 2023 nach Realp verbracht, um die Inbetriebsetzungsarbeiten durchführen zu können. Im Mai 2024 konnte die Lok ein erstes Mal angeheizt und in der Folge die Kesselinspektion durchgeführt werden. Im Juli 2024 fanden die ersten Fahrten zunächst auf dem Adhäsionsabschnitt, dann auch auf der Zahnstange statt.